# Naás
Naás (Hebraico: נחש, Moderno: Nachash, “serpente”), foi o rei de Amom sendo seu reinado contemporâneo ao do rei Saul, da antiga nação de Israel.

## Biografia
Naás entrou em batalha contra os israelitas no território de Jabes-Gileade. Mas não obtive êxito, sendo derrotado pelo exército de Saul e dos homens de Jabes.
Em um dos Manuscritos do Mar Morto, designado 4QSamª, que se acredita ser do Século I a.C., há uma inserção logo antes de I Samuel 11:1: "Naás, rei dos filhos de Amom, oprimiu severamente os filhos de Gade e os filhos de Rubem, e ele furou todos os seus olhos direitos e lançou terror e pavor em Israel. Não sobrou nenhum dos filhos de Israel além do Jordão cujo olho direito não fosse furado por Naás, rei dos filhos de Amom; exceto que sete mil homens fugiram dos filhos de Amom e entraram em Jabes-Gileade. Cerca de um mês depois..." Esta mesma informação é fornecida por Josefo.
Após a sua morte, Naás foi sucedido por seu filho Hanum.